# (34773) 2001 QL260
2001 QL260 (asteroide 34773) é um asteroide da cintura principal. Possui uma excentricidade de 0.18488190 e uma inclinação de 9.05000º.
Este asteroide foi descoberto no dia 25 de agosto de 2001 por LINEAR em Socorro.